# Колодненський ботанічний заказник
Коло́дненський зака́зник — ботанічний заказник, природоохоронний об'єкт місцевого значення в Україні. Розташований у межах водно-болотного масиву, що між селами Колодне і Болязуби Тернопільського району Тернопільської області.
Площа — 41,7 га. Створений відповідно до рішення виконкому Тернопільської обласної ради від 30 серпня 1990 № 189 зі змінами, затвердженими рішенням Тернопільської обласної ради від 27 квітня 2001 № 238. Перебуває у віданні асоціації пайовиків «Промінь» Тернопільського району.
Під охороною — водно-болотна рослинність, типова для західного лісостепу.